# جان لي
جان لي هي جندية كندية، ولدت في 26 يوليو 1924 في كرانبروك في كندا.